# Schoenoplectus pungens
Schoenoplectus pungens é uma espécie de planta com flor pertencente à família Cyperaceae. 
A autoridade científica da espécie é (Vahl) Palla, tendo sido publicada em Verhandlungen der Kaiserlich-Königlichen Zoologisch-Botanischen Gesellschaft in Wien 38 (Sitzungsber.): 49. 1888.

## Portugal
Trata-se de uma espécie presente no território português, nomeadamente em Portugal Continental.
Em termos de naturalidade é nativa da região atrás referida.

## Protecção
Não se encontra protegida por legislação portuguesa ou da Comunidade Europeia.